# 田村龍弘
田村 龍弘（たむら たつひろ、1994年5月13日 - ）は、大阪府大阪狭山市出身のプロ野球選手（捕手）。右投右打。千葉ロッテマリーンズ所属。

## 経歴

### プロ入り前

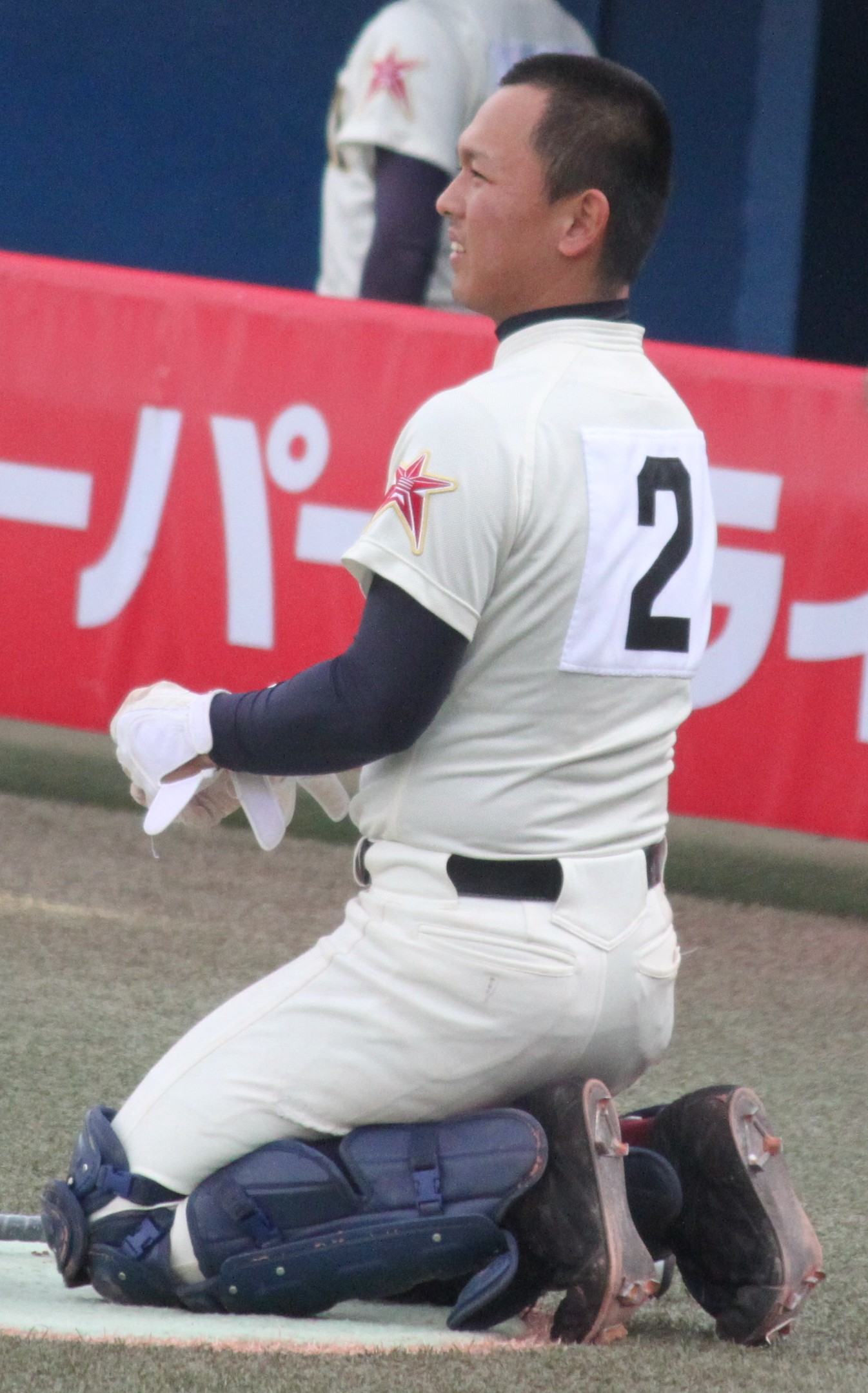
高校時代（2011年11月27日）

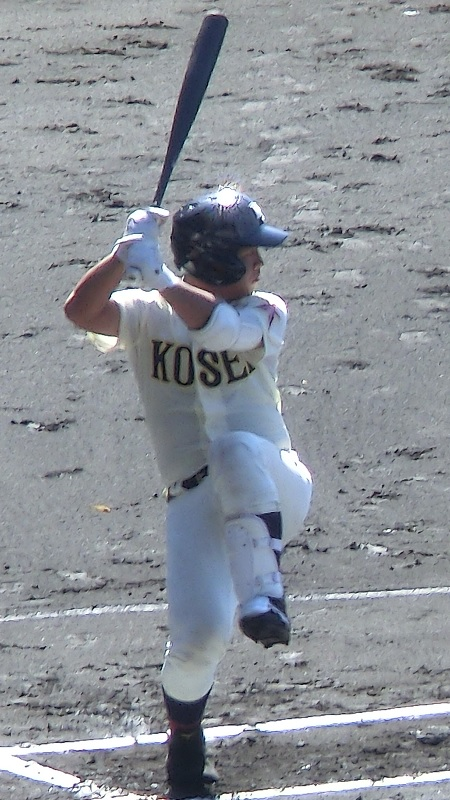
高校時代（2012年8月20日）

2人の兄の影響で、小学1年時から野球を始める。4年時に、田村が所属していた浜寺ボーイズに北條史也が入団し、チームメイトとなる。6年時にはジュニアホークスに移り、エースとして全国制覇を成し遂げた。中学は北條と共にオール狭山ボーイズでプレー。投手・田村、捕手・北條でバッテリーを組み、3・4番を打っていた。3年夏には、ボーイズ日本代表に投手兼野手として選出され、世界大会3位に貢献した。
進学先に迷っていたが、北條の誘いで共に青森県の光星学院高等学校へ入学。1年夏から「6番・左翼手」としてデビュー。1年秋の東北大会ではスタメンに定着し、1試合3本塁打を放つなど、打率.500、5本塁打、17打点の活躍で東北大会準優勝に貢献。2年春の第83回選抜高等学校野球大会では、2試合に4番として出場し、6打数2安打の活躍を見せるも、チームは2回戦の智辯和歌山戦で敗れた。2年夏は第93回全国高等学校野球選手権青森大会を勝ち上がり、第93回全国高等学校野球選手権大会に出場。「4番・三塁手」として出場を重ね、決勝で髙山俊、横尾俊建擁する日大三高と対戦。0-11で敗れたが、準優勝を経験した。2年秋からは、夏前から始めていた捕手に本格的に転向し、キャプテンも務めた。捕手転向後も攻守の中心人物としてチームを引っ張り、2年秋の東北大会、そして第42回明治神宮野球大会で優勝。3年春の第84回選抜高等学校野球大会も順調に勝ち上がり、準決勝の関東一戦では春夏通算2000号本塁打となる、特大の本塁打を放った。決勝では藤浪晋太郎、森友哉ら擁する大阪桐蔭と対戦。5打数3安打の活躍を見せるも、3-7で敗れ、2季連続の準優勝となった。大会通じて打率.474を記録した。3年夏も青森大会を勝ち上がり、第94回全国高等学校野球選手権大会に出場。準々決勝の松井裕樹擁する桐光学園に3-0で勝利すると、準決勝の渡邉諒擁する東海大甲府戦では北條と共に本塁打を放つなど、9-3で勝利。3季連続で甲子園の決勝の舞台を踏み、春夏連続で大阪桐蔭と決勝で対戦するも、0-3で敗れた。甲子園で3季連続準優勝は史上初となった。3年夏の甲子園では、打率.474、2本塁打を記録した。
第25回AAA世界野球選手権大会の日本代表に選出され、3割を超える高打率を記録。同じ捕手で1学年下の森友哉との同時出場によって強力打線を目指す監督の小倉全由の意向に伴い、2年次に守っていた三塁手を務め打順も3番に座った。台湾戦などでは幾度も好プレーを見せ、大会全体を通して木製バットでも安定した打率を残すなど、適応能力の高さを示した。
2012年10月25日に行われたドラフト会議で千葉ロッテマリーンズから3位指名を受け、11月15日に契約金5000万円、年俸600万円で契約合意した（金額は推定）。背番号は45。北條も阪神タイガースから2位指名され、入団した。

### ロッテ時代
2013年は、イースタン・リーグで53試合に出場し、打率.240を記録。捕手としては、高卒の新人捕手ながら、チームの捕手で最も多い48試合に出場した。7月14日の北海道日本ハムファイターズ戦（札幌ドーム）で一軍初出場を果たすと、翌15日の福岡ソフトバンクホークス戦（QVCマリンフィールド）では、五十嵐亮太からプロ初安打を放った。同25日の埼玉西武ライオンズ戦（西武ドーム）では、プロ初打点も記録。一軍では、最終的に7試合に出場し、打率.278を記録した。クライマックスシリーズでも、埼玉西武ライオンズとのファーストステージで2試合、東北楽天ゴールデンイーグルスとのファイナルステージで1試合で途中からマスクを被ったが、共に無安打に終わった。
2014年は、7月14日のソフトバンク戦（QVCマリン）でプロ初先発出場。石川歩、松永昂大、大谷智久、西野勇士をリードし、完封勝利を挙げた。翌15日の同カードでは、内野手が不足したために延長10回から二塁手として出場。12回表、先頭打者の松中信彦の一・二塁間を破ろうとする鋭い当たりを好捕し、アウトにするファインプレーも見せた。8月19日のオリックス・バファローズ戦（QVCマリン）では、平野佳寿からプロ入り初となるサヨナラ打を放った。このサヨナラ打で、自身初の月間サヨナラ賞を受賞した。後半戦に入ると、捕手として先発出場する機会が増え、最終的にチーム捕手では2番目に多い48試合に出場（うち、47試合で先発出場）。打率は.156と苦戦したが、盗塁阻止率は.412を記録した。
2015年は、3月27日に行われたソフトバンクとの開幕戦（福岡 ヤフオク!ドーム）に、「8番・捕手」として先発出場。自身初の開幕スタメンを勝ち取り、涌井秀章らをリードして勝利を収めた。開幕当初は吉田裕太と併用されることが多かったが、5月以降はほとんどの試合で先発出場。6月13日の読売ジャイアンツ戦（QVCマリン）では、杉内俊哉からプロ初本塁打を放った。最終的に捕手として117試合に出場。うち107試合でスタメンマスクを被り、吉田との正捕手争いを制した。前年同様、打率は.170と苦戦したが、盗塁阻止率は12球団トップの.429を記録した。クライマックスシリーズでは、日本ハムとのファーストステージに3戦ともフル出場し、勝ち上がると、ファイナルステージでソフトバンクと対戦。第1戦の延長10回に、先頭の上林誠知の打席で、ワンバウンドした球を止められず、振り逃げでの出塁を許した。このプレーがきっかけでロッテはサヨナラ負けし、田村はベンチで涙を流した。後に、この試合のことを「1球の大切さを知った試合」と、自身のターニングポイントに挙げている。
2016年は、前年に続いて開幕一軍入りを果たすも、5月終了時点で打率.192と苦しんだ。しかし、6月に入ると調子が上がり、月間で80打数32安打、1本塁打、13打点、打率.400、出塁率.444を記録。マルチ安打は11試合、猛打賞は4試合にのぼり、6月終了時点で打率.275と、1か月で8分上昇させ、自身初となる月間MVPを獲得した。捕手が月間MVPを獲得するのは史上11人目であり、パ・リーグの捕手としては2004年6月の城島健司以来12年ぶり5人目、球団では1992年4月の青柳進以来24年ぶり2人目の快挙となった。7月27日時点では、パ・リーグの捕手で唯一規定打席に到達しており、オールスターゲームに監督推薦で初選出された。8月30日に急性上気道炎で登録抹消されることはあったが、シーズンを通して正捕手を務め、最終的に130試合に出場。惜しくも規定打席には到達しなかったが、打率.256、2本塁打、38打点を記録した。クライマックスシリーズファーストステージでは、2試合とも「8番・捕手」として出場したが、ともに敗戦し、チームは敗退した。シーズンオフには、ともに自身初となるベストナイン、最優秀バッテリー賞（投手：石川歩）を獲得した。また、次年度から背番号を里崎智也が2014年まで着用していた22に変更することが発表された。
2017年は、3月31日に行われたソフトバンクとの開幕戦（ヤフオクドーム）に「8番・捕手」として先発出場。その後も正捕手として出場を続け、7月3日には、監督推薦で、2年連続2度目となるオールスターゲーム出場が決まった。最終的には132試合に出場し、打率.248、3本塁打、36打点の成績を残した。盗塁阻止率はリーグトップの.337を記録した。オフの10月12日にENEOS アジア プロ野球チャンピオンシップ2017の日本代表に選出され、予選リーグ第1戦では延長10回にサヨナラ適時打を放った。
2018年は、3月30日に行われた楽天との開幕戦（ZOZOマリンスタジアム）に「8番・捕手」として出場。この年も正捕手として出場を続け、最終的に、全143試合に捕手として出場し、打率.239、3本塁打、35打点の成績を残した。全試合に捕手として出場したのは、2010年の城島（阪神タイガース）以来8年ぶり、パ・リーグでは2003年の城島（福岡ダイエーホークス）以来15年ぶり、球団の捕手では醍醐猛夫以来49年ぶり。平成30年間では、城島（ダイエー）・古田敦也（ヤクルトスワローズ）に次いで3人目、24歳以下での達成は、2リーグ制以後では1951年の山下健（阪急ブレーブス、20歳）・1957年の野村克也（南海ホークス、22歳）・1999年の城島（ダイエー、23歳）に次いで4人目となった。また、自身初の規定打席にも到達した。
2019年は、3月29日に行われた楽天との開幕戦（ZOZOマリン）に「8番・捕手」として出場。4月11日のオリックス戦（ZOZOマリン）に上半身の張りで欠場し、連続試合出場は153試合で途切れ、5月11日のソフトバンク戦（ヤフオクドーム）では、一塁に滑り込んだ際に足を痛め、右太もも裏の筋損傷で翌日に登録抹消された。6月14日に復帰を果たし、再び正捕手として出場を続けたが、後半戦からは柿沼友哉にスタメンを譲ることも増えた。しかし、柿沼が9月に骨折し離脱すると、9月2日以降は全ての試合に捕手として出場。9月4日の日本ハム戦（ZOZOマリン）では、秋吉亮からプロ入り後初となるサヨナラ本塁打を放った。最終的に100試合に出場し、打率.243、3本塁打、31打点の成績を残した。
2020年は、開幕前の6月4日に急性腰痛症で離脱するも、同19日に行われたソフトバンクとの開幕戦（福岡PayPayドーム）には間に合い、「8番・捕手」として出場。8月13日・14日の日本ハム戦（ZOZOマリン）では、プロ初の2試合連続本塁打を記録するなど、60試合に出場し、打率.210、3本塁打、21打点を記録していたが、9月9日の日本ハム戦で死球を受け、右手第2指末節骨剥離骨折で離脱を余儀なくされた。しかし、チームが優勝争い中だったこともあって、自ら志願し完治しないまま同27日に一軍に復帰。最終的に92試合に出場し、打率.217、4本塁打、23打点の成績を残した。前年まで5年連続で100試合出場を達成していたが、この年に途切れた。
2021年は、3月26日に行われたソフトバンクとの開幕戦（福岡PayPayドーム）に「8番・捕手」で出場。4月27日の西武戦（メットライフドーム）で走塁中に左太もも裏肉離れの負傷で離脱。6月23日のソフトバンク戦（ZOZOマリン）で一軍に復帰するも、打撃の状態が上がらず、シーズン途中からトレードで加入した加藤匠馬との併用が続いた。リーグ4位の盗塁阻止率.333を記録し、終盤には打撃も復調しかけていたが、10月26日に「左内腹斜筋損傷」と診断され、登録抹消。再度の離脱を余儀なくされ、以降出場することなくシーズンを終えた。オフに、500万円減の推定年俸6500万円で契約を更改した。
2022年は故障で出遅れ、松川虎生の台頭もあって自己最少となる2試合の出場に終わった。オフに自ら志願して背番号を27に変更し、再起を誓った。これに当たって、かつて22を着用していた里崎智也に22の返上を連絡したことを里崎がYouTubeチャンネルで明かしている。
2023年はソフトバンクとの開幕戦に先発出場するなど、2020年以来の水準となる78試合に出場。3年ぶりの本塁打も放ったが、打率は.166だった。オフに「僕の中ではロッテで生涯を終えたい」として、残留を前提に海外FA権を行使。その後複数年契約を結んだ。
2024年、7月10日の楽天戦で1試合での自己最多打点となる6打点を記録した。シーズン全体としては正捕手の佐藤都志也の活躍もあって51試合の出場に留まり、打率.200、14打点という成績に終わった。11月28日に現状維持の推定年俸7000万円で契約を更改した。

## 選手としての特徴・人物
強肩を生かした高い守備力と強気なリードで投手陣を引っ張る捕手。打撃では粘り強さと勝負強さを兼ね備えている。
愛称は「タム」、「タツ」。
チームメイトから「静かなのは寝ている時くらい」と言われるほど口数が多い。光星学院では丸顔とその性格からいじられキャラとして定着しており、先輩から「たこ焼き」と呼ばれていた。試合での円陣も田村が仕切ることが多く、仲井宗基監督は“チームの太陽”として絶対の信頼を置いている。
また、U-18日本代表においても全国から集まったチームメイトたちに対してひたすら話しかけ、ちょっかいを出す場面が多く見られた。本人曰く「小さいころから兄ちゃんやその友達とよく一緒にいて年上は慣れている。甘えはしないけどすぐに自分を出して素直になれる」らしく、チームの新人合同練習でもいじられキャラが定着した。
口数の多さはプロに入っても健在で「ささやき戦術」の使い手でもあるが、杉谷拳士からは「ささやき戦術どころか会話している」、銀次からは「この辺（スイング途中のインパクト寸前）までしゃべってます」と暴露された。田村本人もこれを認め、「大体全員に話しかけて、返してくれる人はずっと話しかけます」と明かしている。
プロ2年目のキャンプイン前には、チームの先輩で捕手の里崎に弟子入りし、毎朝5時半起床で浦和にある選手寮からQVCマリンフィールドに電車通勤し、練習を共にしていた。
2017年シーズンから新たにJITTERIN'JINN の「クローバー」を原曲とした応援歌が使われている。また登場曲も、2018年シーズンから自身の名前のイニシャル「TT（Tatsuhiro Tamura）」にちなんでTWICEの「TT -Japanese Ver.-」を使用している。
プロ入り1年目より指導を受けた監督・伊東勤の本拠地最終試合となった2017年10月9日の試合では、登場曲に伊東が好んで歌う来生たかおの「Goodbye Day」を使用した。

## 詳細情報

### 年度別打撃成績
| 年 度      | 球 団      | 試 合 | 打 席 | 打 数 | 得 点 | 安 打 | 二 塁 打 | 三 塁 打 | 本 塁 打 | 塁 打 | 打 点 | 盗 塁 | 盗 塁 死 | 犠 打 | 犠 飛 | 四 球 | 敬 遠 | 死 球 | 三 振 | 併 殺 打 | 打 率 | 出 塁 率 | 長 打 率 | O P S |
| ---------- | ---------- | ----- | ----- | ----- | ----- | ----- | -------- | -------- | -------- | ----- | ----- | ----- | -------- | ----- | ----- | ----- | ----- | ----- | ----- | -------- | ----- | -------- | -------- | ----- |
| 2013       | ロッテ     | 7     | 7     | 7     | 0     | 2     | 0        | 0        | 0        | 2     | 1     | 0     | 0        | 0     | 0     | 0     | 0     | 0     | 1     | 0        | .286  | .286     | .286     | .571  |
| 2014       | ロッテ     | 50    | 148   | 128   | 5     | 20    | 4        | 1        | 0        | 26    | 10    | 0     | 0        | 9     | 0     | 10    | 0     | 1     | 27    | 2        | .156  | .223     | .203     | .426  |
| 2015       | ロッテ     | 117   | 365   | 305   | 26    | 52    | 10       | 1        | 2        | 70    | 32    | 3     | 2        | 22    | 4     | 33    | 0     | 1     | 69    | 3        | .170  | .251     | .230     | .480  |
| 2016       | ロッテ     | 130   | 430   | 371   | 27    | 95    | 16       | 3        | 2        | 123   | 38    | 6     | 0        | 17    | 3     | 38    | 0     | 1     | 91    | 12       | .256  | .324     | .332     | .656  |
| 2017       | ロッテ     | 132   | 359   | 311   | 31    | 77    | 12       | 3        | 3        | 104   | 36    | 4     | 2        | 17    | 4     | 26    | 0     | 1     | 68    | 7        | .248  | .304     | .334     | .638  |
| 2018       | ロッテ     | 143   | 476   | 415   | 32    | 99    | 14       | 7        | 3        | 136   | 35    | 3     | 3        | 16    | 2     | 40    | 1     | 3     | 68    | 13       | .239  | .309     | .328     | .637  |
| 2019       | ロッテ     | 100   | 321   | 284   | 30    | 69    | 12       | 1        | 3        | 92    | 31    | 1     | 2        | 12    | 3     | 22    | 0     | 0     | 59    | 8        | .243  | .294     | .324     | .618  |
| 2020       | ロッテ     | 92    | 237   | 203   | 12    | 44    | 7        | 0        | 4        | 63    | 23    | 1     | 1        | 10    | 1     | 20    | 0     | 3     | 45    | 3        | .217  | .295     | .310     | .605  |
| 2021       | ロッテ     | 70    | 165   | 136   | 14    | 32    | 7        | 1        | 0        | 41    | 14    | 1     | 0        | 10    | 2     | 17    | 0     | 0     | 33    | 1        | .235  | .316     | .301     | .618  |
| 2022       | ロッテ     | 2     | 5     | 5     | 1     | 1     | 0        | 0        | 0        | 1     | 0     | 0     | 0        | 0     | 0     | 0     | 0     | 0     | 1     | 0        | .200  | .200     | .200     | .400  |
| 2023       | ロッテ     | 78    | 214   | 181   | 6     | 30    | 3        | 0        | 2        | 39    | 19    | 0     | 1        | 15    | 3     | 13    | 0     | 2     | 38    | 3        | .166  | .226     | .215     | .442  |
| 2024       | ロッテ     | 51    | 160   | 140   | 11    | 28    | 10       | 0        | 0        | 38    | 14    | 0     | 0        | 4     | 2     | 14    | 0     | 0     | 27    | 2        | .200  | .269     | .271     | .541  |
| 通算：12年 | 通算：12年 | 972   | 2887  | 2486  | 195   | 549   | 95       | 17       | 19       | 735   | 253   | 19    | 11       | 132   | 24    | 233   | 1     | 12    | 527   | 54       | .221  | .288     | .296     | .584  |

- 2024年度シーズン終了時
- 各年度の太字はリーグ最高

### 年度別守備成績
捕手守備
| 年 度 | 球 団  | 捕手  | 捕手  | 捕手  | 捕手  | 捕手  | 捕手     | 捕手  | 捕手     | 捕手     | 捕手     | 捕手     |
| 年 度 | 球 団  | 試 合 | 刺 殺 | 補 殺 | 失 策 | 併 殺 | 守 備 率 | 捕 逸 | 企 図 数 | 許 盗 塁 | 盗 塁 刺 | 阻 止 率 |
| ----- | ------ | ----- | ----- | ----- | ----- | ----- | -------- | ----- | -------- | -------- | -------- | -------- |
| 2013  | ロッテ | 7     | 9     | 1     | 0     | 0     | 1.000    | 0     | 1        | 1        | 0        | .000     |
| 2014  | ロッテ | 48    | 289   | 44    | 1     | 6     | .997     | 1     | 34       | 20       | 14       | .412     |
| 2015  | ロッテ | 117   | 681   | 95    | 9     | 4     | .989     | 4     | 91       | 52       | 39       | .429     |
| 2016  | ロッテ | 129   | 708   | 104   | 3     | 9     | .996     | 5     | 108      | 75       | 33       | .306     |
| 2017  | ロッテ | 130   | 681   | 90    | 3     | 9     | .996     | 6     | 83       | 55       | 28       | .337     |
| 2018  | ロッテ | 143   | 829   | 112   | 5     | 7     | .995     | 3     | 122      | 83       | 39       | .320     |
| 2019  | ロッテ | 100   | 627   | 80    | 6     | 12    | .992     | 3     | 72       | 47       | 25       | .347     |
| 2020  | ロッテ | 92    | 485   | 59    | 5     | 6     | .991     | 4     | 63       | 49       | 14       | .222     |
| 2021  | ロッテ | 70    | 319   | 34    | 1     | 6     | .997     | 1     | 42       | 28       | 14       | .333     |
| 2022  | ロッテ | 1     | 6     | 0     | 0     | 0     | 1.000    | 0     | 0        | 0        | 0        | ----     |
| 2023  | ロッテ | 76    | 421   | 42    | 5     | 5     | .989     | 0     | 50       | 35       | 15       | .300     |
| 2024  | ロッテ | 51    | 297   | 38    | 3     | 4     | .991     | 1     | 36       | 27       | 9        | .250     |
| 通算  | 通算   | 964   | 5352  | 699   | 41    | 73    | .993     | 28    | 702      | 472      | 230      | .328     |

内野守備
| 年 度 | 球 団  | 二塁  | 二塁  | 二塁  | 二塁  | 二塁  | 二塁     |
| 年 度 | 球 団  | 試 合 | 刺 殺 | 補 殺 | 失 策 | 併 殺 | 守 備 率 |
| ----- | ------ | ----- | ----- | ----- | ----- | ----- | -------- |
| 2014  | ロッテ | 1     | 1     | 1     | 0     | 0     | 1.000    |
| 通算  | 通算   | 1     | 1     | 1     | 0     | 0     | 1.000    |

- 2024年度シーズン終了時[注 1]
- 各年度の太字はリーグ最高

### 表彰
- ベストナイン：1回（捕手部門：2016年）
- 月間MVP：1回（打者部門：2016年6月）
- 最優秀バッテリー賞：1回（2016年 投手：石川歩）
- 月間最優秀バッテリー賞：1回（2020年8月 投手：益田直也）
- 月間サヨナラ賞：1回（2014年8月）

### 記録
初記録
- 初出場：2013年7月14日、対北海道日本ハムファイターズ11回戦（札幌ドーム）、8回表に金澤岳の代打で出場
- 初打席：同上、8回表に宮西尚生から右飛
- 初安打：2013年7月15日、対福岡ソフトバンクホークス13回戦（QVCマリンフィールド）、9回裏に五十嵐亮太から右前安打
- 初打点：2013年7月25日、対埼玉西武ライオンズ13回戦（西武ドーム）、3回表に野上亮磨から三ゴロの間に記録
- 初先発出場：2014年7月14日、対福岡ソフトバンクホークス13回戦（QVCマリンフィールド）、「8番・捕手」で先発出場
- 初盗塁：2015年4月21日、対オリックス・バファローズ4回戦（QVCマリンフィールド）、9回裏に二盗（投手：塚原頌平、捕手：伊藤光）
- 初本塁打：2015年6月13日、対読売ジャイアンツ2回戦（QVCマリンフィールド）、6回裏に杉内俊哉から右越ソロ

その他の記録
- オールスターゲーム出場：2回（2016年、2017年）

### 背番号
- 45（2013年 - 2016年）
- 22（2017年 - 2022年）
- 27（2023年 - ）

### 登場曲
- 「必殺仕事人 テーマソング」（2014年8月22日 - 不明）
- 「雲の上の君え」九州男（2014年 - 2015年）
- 「プロジェクトA」ジャッキー・チェン（2014年）
- 「恋におちたら」Crystal Kay（2014年）
- 「愛をとりもどせ!!」クリスタルキング（2014年）
- 「See You Again (feat. Charlie Puth)」Wiz Khalifa（2015年 - 2016年）
- 「名探偵コナン メインテーマ」大野克夫（2016年）※奇数打席時
- 「このまま2人で Duet With Lisa Halim」KG（2016年）※偶然打席時
- 「Share The Love」THE Sharehappi from 三代目 J Soul Brothers from EXILE TRIBE（2016年）
- 「ごきげんだぜっ! 〜Nothing But Something〜」DA PUMP（2017年）
- 「大阪LOVER」DREAMS COME TRUE（2017年）
- 「TT -Japanese Ver.-」TWICE（2018年）
- 「Lemon」米津玄師（2018年）
- 「One More Time (Otra Vez)」SUPER JUNIOR（2019年）※奇数打席時
- 「Mansae」SEVENTEEN（2019年）※奇数打席時
- 「Holiday」SEVENTEEN（2019年）※偶数打席時
- 「イエスタデイ」Official髭男dism（2020年 - ）※2021年から奇数打席時
- 「群青」YOASOBI（2021年 - 2023年9月）※偶数打席時
- 「Re:make」（2023年10月） ONE OK ROCK ※偶数打席時
- 「努努-ゆめゆめ-」（2024年 - ）ONE OK ROCK ※偶数打席時

### 代表歴
- 2017 アジア プロ野球チャンピオンシップ 日本代表